# G 141-36
G 141-36是一顆位於天鷹座附近的紅矮星，距離地球24.8光年。